# Ranu Kumbolo
Ranu Kumbolo je sopečné jezero ležící v národním parku Bromo Tengger Semeru v provincii Východní Jáva v Indonésii. Jezero se nachází na oblíbené turistické trase z vesnice Ranu Pani na vrchol nejvyšší hory Jávy, stratovulkán Semeru.

## Legendy

### Vznik jezera
O původu jezera existuje stará legenda. Chudý chlapec jménem Kumbolo měl na své kůži rybí šupiny, protože jeho matka pří jeho porodu snědla zlatou rybku. Aby se této kletby zbavil, musel na Semeru najít kouzelnou duhovou perlu. Poté, co na hoře perlu našel, spěchal zpátky k rodičům. Při sestupu z hory se mu však stala nehoda a duhová perla spadla do údolí. V údolí se náhle kouzlem vytvořil pramen, ze kterého neustále tekla voda. Takto bylo stvořeno jezero a Kumbolo byl zachycen vodou jezera. Naštěstí se dostal zpět na břeh, a když vyšel z vody, všechny jeho rybí šupiny zmizely.

### Strážce jezera
Další legenda říká, že zlaté rybky žijící v jezeře ztělesňují bohyni, která jako strážkyně zachovává krásu jezera. Tato bohyně se vždy objevuje za úplňku ve žluté kebáji u jezera. Tato legenda je jedním z důvodů, proč je v jezeře zakázáno plavat a lovit.

### Svah lásky
Na západě jezera na cestě na vrchol hory Semeru se nachází slavný 45stupňový příkrý svah, ke kterému se vztahuje další legenda. Dvojice milenců byla na cestě na vrchol. Zatímco muž byl zaneprázdněn fotografováním, jeho vyčerpaná partnerka spadla do hlubin a měla smrtelnou nehodu. Z tohoto důvodu by se milenci v na tomto místě neměli dívat zpět, protože by jim to mohlo ve vztahu přinést smůlu.

### Svěcená voda
Vzhledem k četným legendám, které jezero obklopují, místní obyvatelé považují vodu za posvátnou a používají ji pro své náboženské obřady. Kolem pobřeží je proto ochranné pásmo, takže jezero zůstává čisté.

## Cestovní ruch

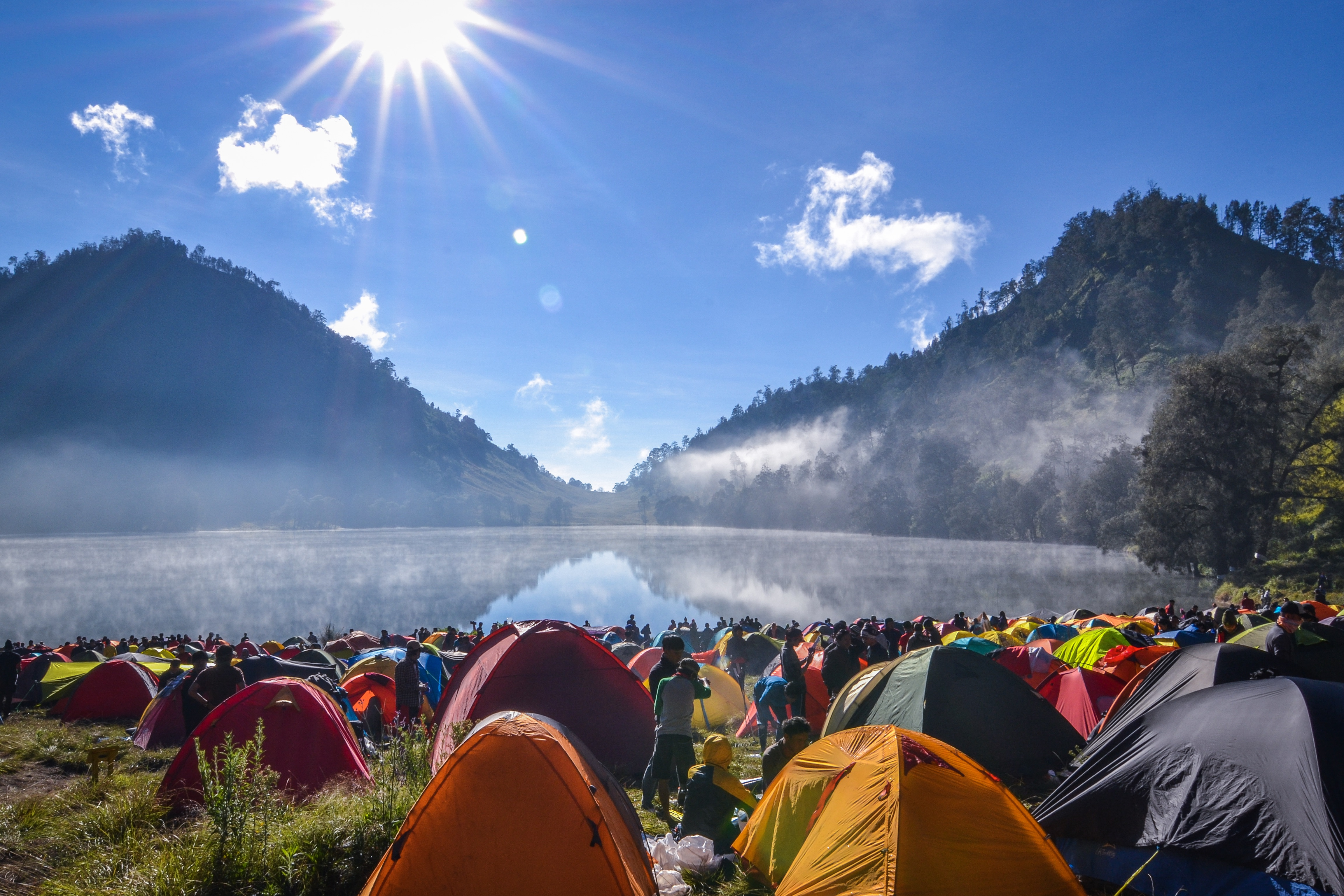
Stany na břehu jezera Ranu Kumbolo

Ranu Kumbolo se nachází na jedné z oficiálních turistických stezek na vrchol Semeru. Jezero je vzdálené asi 5 hodin chůze od Ranu Pani, výchozího bodu nejsnadnější trasy na horu Semeru. Oblast před jezerem je u táborníků velmi oblíbená. Stany mohou být teprve ve vzdálenosti 15 metrů od jezera. Pro jiné činnosti, jako jsou táboráky nebo příprava jídla, také platí minimální vzdálenost nejméně 15 metrů od vody. Koupání a plavání také nejsou v jezeře povoleny.